# Teorema di Cantor-Bernstein-Schröder
In matematica, il teorema di Cantor-Bernstein-Schröder, a cui spesso si fa riferimento semplicemente come teorema di Cantor-Bernstein, afferma che, dati due insiemi {\displaystyle A} e {\displaystyle B}, se esistono due funzioni iniettive {\displaystyle f\colon A\rightarrow B} e {\displaystyle g\colon B\rightarrow A}, allora esiste una funzione biiettiva {\displaystyle h\colon A\rightarrow B}.

## Presupposti e conseguenze del teorema
Questo teorema è nato, ed ha una grande importanza, nell'ambito della teoria degli insiemi e in particolare nello studio delle cardinalità.
Infatti la definizione classica di {\displaystyle |A|\leq |B|} ("la cardinalità di {\displaystyle A} è minore o uguale della cardinalità di {\displaystyle B}"), dove {\displaystyle A,B} sono due insiemi qualunque, è:
Esiste una funzione iniettiva da {\displaystyle A} in {\displaystyle B}.
Mentre la definizione di {\displaystyle |A|=|B|} ("{\displaystyle A} e {\displaystyle B} sono equipotenti") è:
Esiste una funzione biiettiva da {\displaystyle A} in {\displaystyle B}.
Ciò detto, il teorema di Cantor-Bernstein-Schröder può essere riformulato come segue:
Se {\displaystyle |A|\leq |B|} e {\displaystyle |B|\leq |A|}, allora {\displaystyle |A|=|B|}
Questo è proprio uno dei requisiti fondamentali che deve avere {\displaystyle \leq } per essere una relazione d'ordine parziale. Il teorema è quindi fondamentale per poter ordinare gli insiemi in base alla loro cardinalità. È da notare che per stabilire che una tale relazione d'ordine è totale è necessario supporre l'assioma della scelta.

## Dimostrazione
Innanzitutto osserviamo che {\displaystyle f} è l'unica funzione che sappiamo definire su {\displaystyle A-g(B-f(A))}; allo stesso modo, l'unica funzione che abbiamo su {\displaystyle B-f(A-g(B))} è {\displaystyle g}, che corrisponde a {\displaystyle g^{-1}} sull'immagine {\displaystyle {g(B-f(A-g(B)))=g(B)-g(f(A-g(B)))}}. La funzione {\displaystyle h} viene costruita proprio in questo modo, dividendo l'insieme {\displaystyle A} in sottoinsiemi {\displaystyle A-g(B)}, {\displaystyle g(B)-g(f(A))}, {\displaystyle g(f(A))-g(f(g(B)))}, eccetera, sui quali {\displaystyle h} dev'essere pari a {\displaystyle f} o {\displaystyle g^{-1}} in modo alterno.

Alcune aree delimitate dalle iterazioni di f e g. Si riconoscono e.

Per una definizione più precisa e semplice, si considerano i concetti di precedente e di primo tra i precedenti (introducendo un particolare ordinamento parziale):
- un punto {\displaystyle x} di {\displaystyle A} ha un precedente {\displaystyle y} in {\displaystyle B} se {\displaystyle x=g(y)}
- un punto {\displaystyle y} di {\displaystyle B} ha un precedente {\displaystyle z} in {\displaystyle A} se {\displaystyle y=f(z)}

Per l'iniettività delle due funzioni, se esiste, ogni precedente è unico; si può quindi cercare di risalire la catena dei precedenti (x,y,z,...) per trovarne il primo. È ora possibile suddividere {\displaystyle A} in una partizione come:
- {\displaystyle A_{A}} è l'insieme dei punti di {\displaystyle A} che hanno un primo precedente in {\displaystyle A};
- {\displaystyle A_{B}} è l'insieme dei punti di {\displaystyle A} che hanno un primo precedente in {\displaystyle B};
- {\displaystyle A_{C}} è l'insieme dei punti di {\displaystyle A} che non hanno un primo precedente, cioè per i quali la catena dei precedenti non termina.

Questa suddivisione permette di definire una bigezione tra {\displaystyle A} e {\displaystyle B}

{\displaystyle h(x)={\begin{cases}f(x)&{\text{se }}x\in A_{A}\\g^{-1}(x)&{\text{se }}x\in A_{B}\\f(x)&{\text{se }}x\in A_{C}\end{cases}}}

(Si può indifferentemente scegliere di definire {\displaystyle h} pari a {\displaystyle g^{-1}} su {\displaystyle A_{C}}.)